# Centrosaurus
 Centrosaurus  („Scharfspitzenechse“) ist eine Gattung von Dinosauriern aus der Familie der Ceratopsidae innerhalb der Ceratopsia. Es waren quadrupede Pflanzenfresser, die in der Oberkreide (spätes Campanium) lebten. Diese Dinosaurier waren durch das lange Nasenhorn und den Nackenschild charakterisiert. Neben der bereits Anfang des 20. Jahrhunderts bekannten Art C. apertus wurde 2005 mit C. brinkmani eine weitere Art erstbeschrieben.

## Merkmale

### Allgemeines
Centrosaurus erreichte eine Länge von rund 6 Metern und war damit ein mittelgroßer Vertreter der Ceratopsidae, sein Gewicht wird auf rund 2,7 Tonnen geschätzt. Der Körperbau glich dem der anderen Ceratopsidae, es waren stämmige Tiere mit großen, wuchtigen Schädeln und kräftigen Gliedmaßen, wobei die Hinterbeine deutlich länger als die Vorderbeine waren.

### Schädel und Zähne

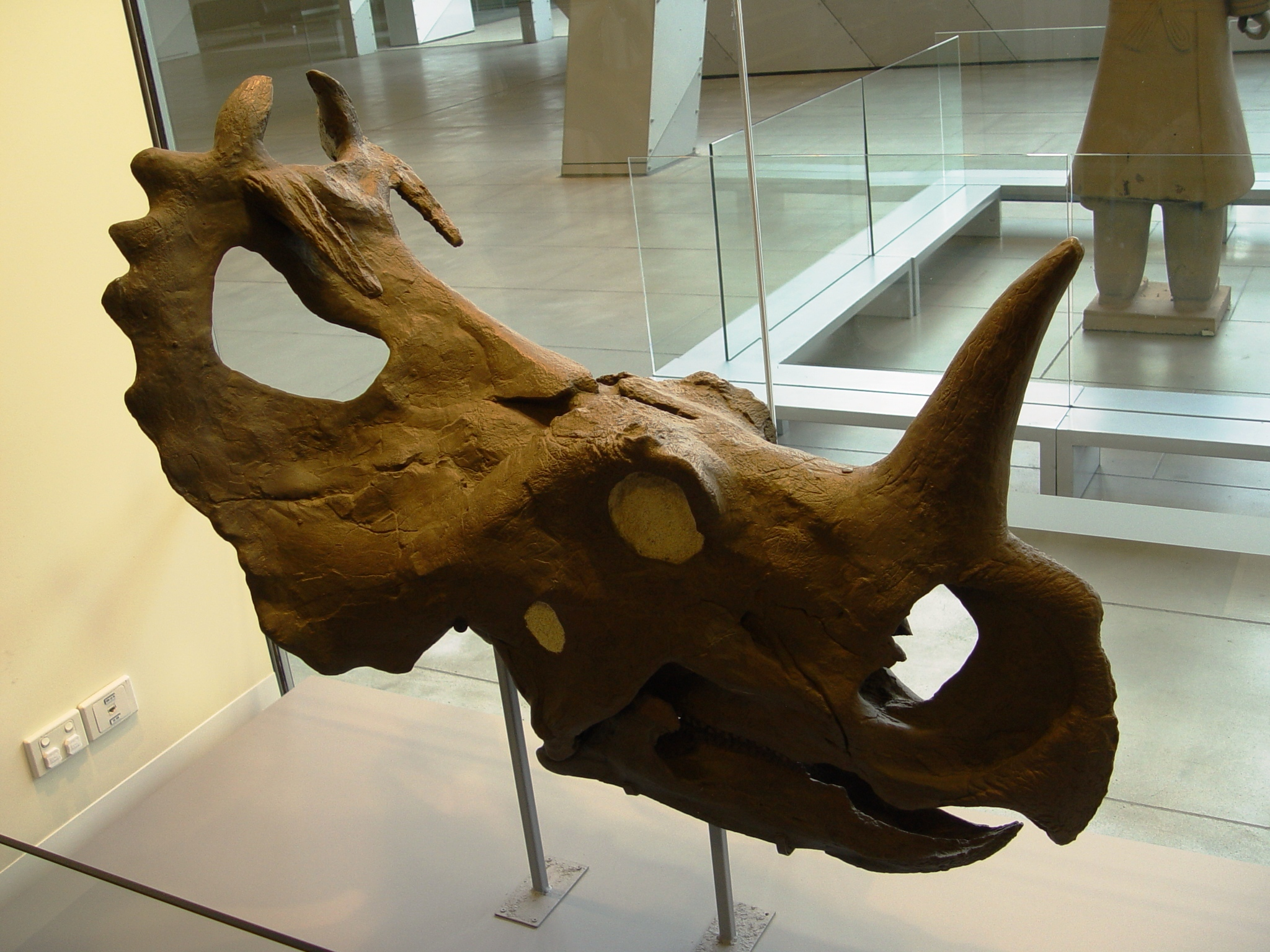
Schädel von Centrosaurus mit langem, leicht nach vorn gebogenen Nasenhorn. Gut zu erkennen sind die Fenster im Nackenschild sowie die kleinen Hörner an dessen Rand.

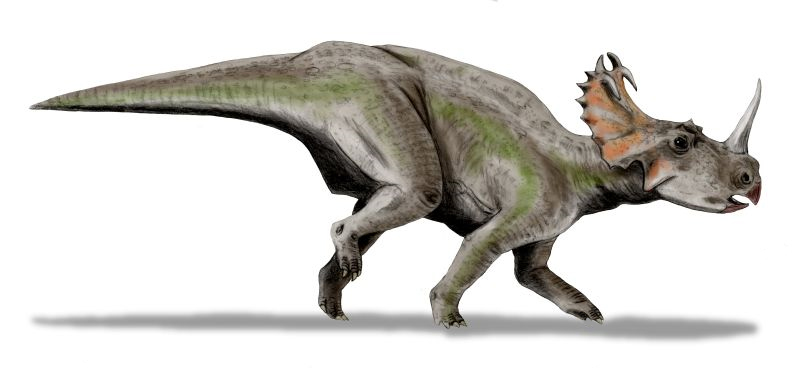
Zeichnerische Darstellung von Centrosaurus

Er war ein typischer Vertreter der Centrosaurinae, der Gruppe mit kurzem Nackenschild und längeren Nasenhörnern als Stirnhörnern. Die Schnauze war zugespitzt und war wie bei allen Ceratopsia aus dem Rostralknochen (vor dem Oberkiefer) und dem Praedentale (vor dem Unterkiefer) gebildet. Die Bezahnung bestand wie bei allen Ceratopsidae aus Zahnbatterien, das sind reihenförmig angeordnete Zähne, die bei Abnutzung durch den nachfolgenden Zahn ersetzt wurden. Es waren rund 28 bis 31 Zahnpositionen vorhanden. Die Okklusionsflächen des Gebisses standen annähernd senkrecht, was dafür spricht, dass die Zähne vorwiegend für eine schneidende Tätigkeit eingesetzt wurden.
Das Nasenbein trug ein langes Horn, das bei einigen Exemplaren nach vorne gekrümmt war. Auf der Stirn oberhalb der Augen besaß Centrosaurus zwei weitere, allerdings sehr kurze Hörner, die je nach Art nach oben (bei C. apertus) oder seitwärts nach außen (bei C. brinkmani) ragten. Der für die Ceratopsidae typische Nackenschild war relativ kurz aus dem Scheitel- und dem Schuppenbein gebildet. Er wies zwei paarige Öffnungen auf, sein Rand war mit knöchernen Höckern (Epoccipitalia) versehen. In der Mitte des Schildrands befanden sich zwei hakenförmig nach vorne gebogene Hörner. Bei C. brinkmani waren diese hakenförmigen Hörner mit kleinen, fingerförmigen Auswüchsen versehen.

### Rumpfskelett

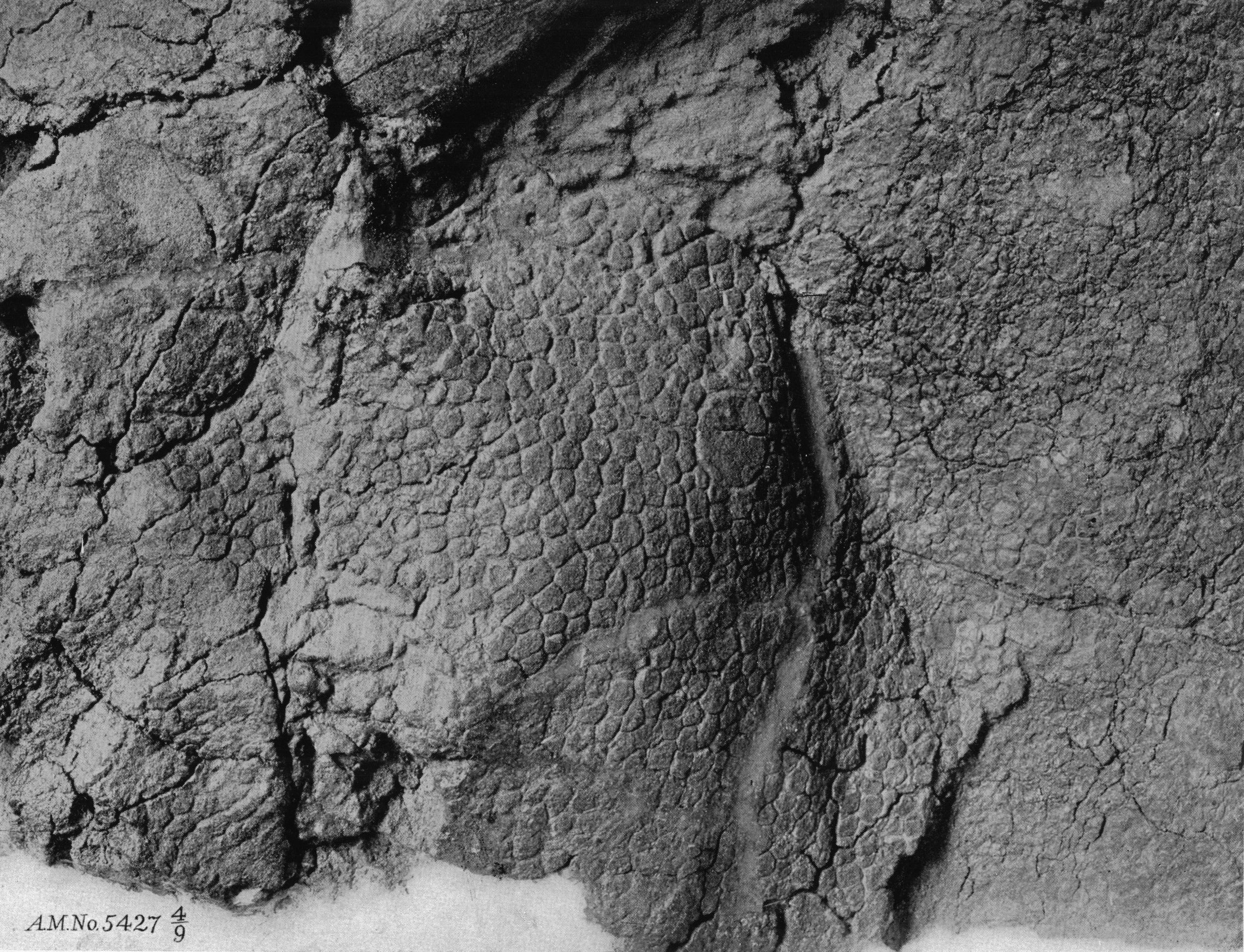
Fossilierte Reste des Integuments von Centrosaurus

Kopf und Hals wurden mit einem mächtigen Kugelgelenk verbunden, das vermutlich eine schnelle Bewegung des Kopfes erlaubte. Die ersten Halswirbel waren zum Syncervical verschmolzen. Die Gliedmaßen waren robust gebaut und waren wahrscheinlich mit einer kräftigen Muskulatur versehen. Das Becken besteht, wie bei allen Ceratopsidae, aus einem brettartigen Darmbein, einem langen Schambeinfortsatz (Präbubis) und einem abwärts gebogenen Sitzbein. Die Beine waren säulenartig, die Füße kurz und kräftig. Die Vorderfüße trugen fünf und die Hinterfüße vier hufartige Zehen.

### Integument (Haut)
Bei einem Fund von Centrosaurus ließen sich am Oberschenkel Reste des Integuments (Haut) erkennen. Dieses war mit großen, rundlichen Platten bedeckt, die Räume dazwischen waren mit kleinen, unregelmäßig geformten Plättchen ausgefüllt.

## Paläobiologie

### Lebensraum und Sozialverhalten
Das Fundgebiet von Centrosaurus (die heutige kanadische Provinz Alberta) war in der Kreidezeit von mäandrierenden Flüssen und sumpfigen Waldgebieten geprägt. Aus dieser Region sind auch andere Vogelbeckensaurier wie Hadrosauridae, andere Ceratopsidae, Pachycephalosauria und Ankylosauria, aber auch Theropoden wie Caenagnathidae, Dromaeosauridae oder Tyrannosauridae sowie zahlreiche andere Tiere bekannt (siehe Fossilfunde der Judith-River-Gruppe).
Von Centrosaurus sind bone beds („Knochenlager“), Massenablagerungen von hunderten Individuen, bekannt. Ein von Philip Currie 1978 entdecktes Fossilienfeld enthielt die Gebeine von mehr als 500 Individuen. Es ist wahrscheinlich, dass diese Tiere zumindest einen Teil des Jahres in Gruppen zusammenlebten. Möglich ist auch ein jahreszeitliches Wanderverhalten, möglicherweise im Zusammenhang mit der Fortpflanzung. Es ist denkbar, dass sie – ähnlich heutigen Rentieren oder Gnus – in großen Gruppen die Flüsse durchquerten und dabei manchmal zahlreiche Tiere gleichzeitig umkamen.

### Funktion der Hörner und Nackenschilde

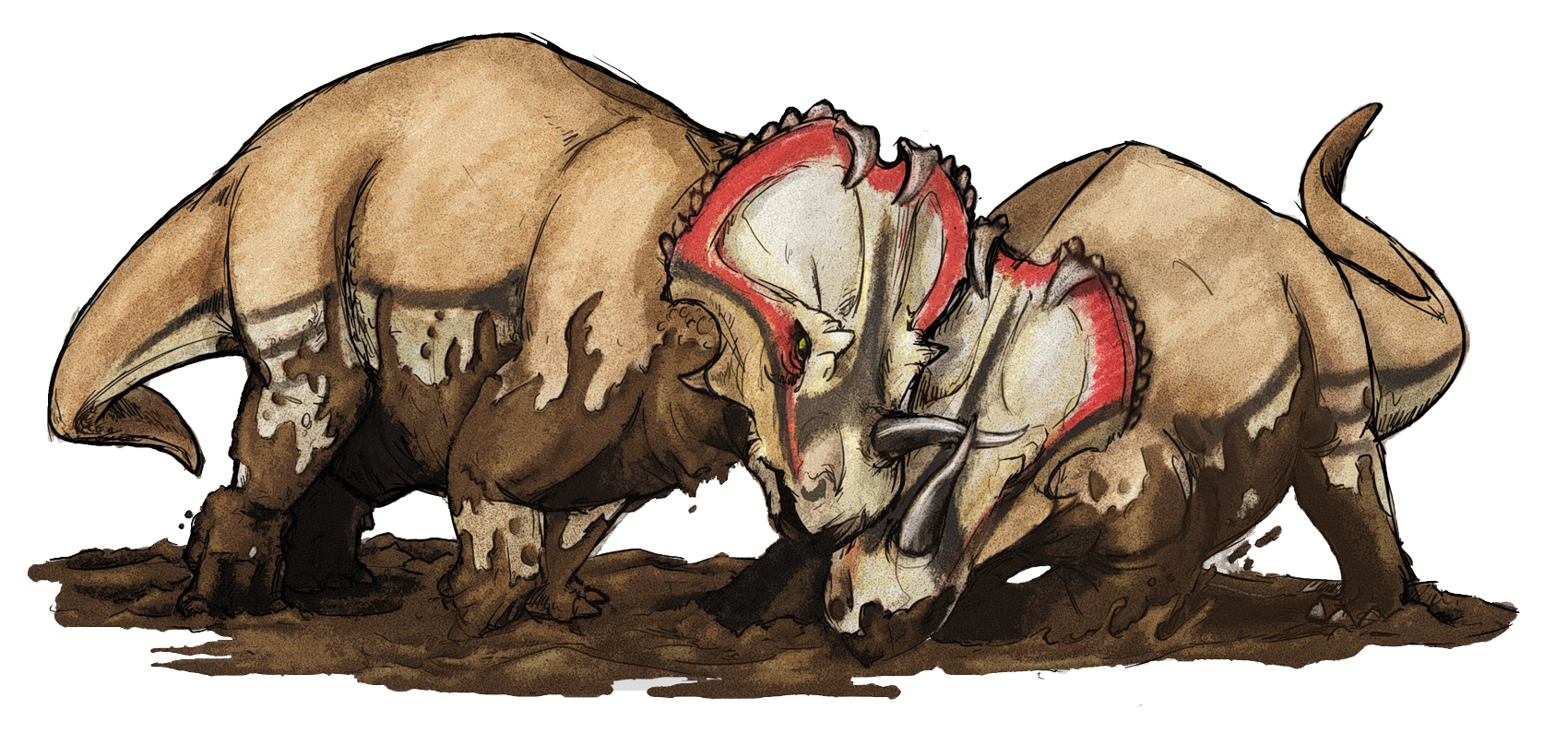
Zwei Centrosaurus beim Kampf

Hörner und Nackenschilde werden häufig in Zusammenhang mit der Verteidigung gegenüber Fressfeinden in Zusammenhang gebracht. Gegen diese Theorie spricht jedoch, dass der Nackenschild sehr dünn und mit paarigen Fenstern versehen war und so kaum als Schutz vor Nackenbissen geeignet gewesen wäre. Ebenso wenig ließen sich beispielsweise die hakenförmigen Hörner am Schildrand zu Verteidigungszwecken einsetzen. Auch die Theorie, der Nackenschild hätte als Ansatzstelle für eine vergrößerte Kaumuskulatur fungiert, wird heute verworfen. Nach heutiger Sichtweise diente der Kopfschmuck vorrangig der Identifikation der einzelnen Arten sowie der Interaktion mit Artgenossen – entweder durch Zurschaustellung, Drohgebärden oder in Kämpfen, bei denen es vermutlich um Reviergrenzen oder Paarungsvorrechte ging.

### Körperhaltung
Die Frage nach der Körperhaltung von Centrosaurus und anderer Ceratopsidae hat sich als nicht leicht zu beantworten herausgestellt. Ältere Darstellungen zeigen diese Tiere meist mit senkrechten Hinterbeinen weit auseinandergespreizten, abgeknickten Vorderbeinen, bei denen die Oberarmknochen nahezu waagrecht gehalten wurden. Zwischenzeitlich ging man von gänzlich durchgestreckten Vorderbeinen aus. Jüngere Untersuchungen vermuten hingegen, diese Tiere hätten ihre Vorderbeine annähernd gerade, also parallel zur Körperlängsebene (parasagittal), und mit nur leicht abgewinkelten Ellbogen gehalten.

### Nahrung
Centrosaurus hatte wie alle Ceratopsidae Zahnbatterien mit annähernd senkrecht angeordneten Kauflächen. Die Zähne waren für eine schneidende, nicht aber mahlende Bewegung ausgerichtet. Die zugespitzte Schnauze ist Anzeichen für eine Fähigkeit zur selektiven Nahrungsaufnahme, der Bau des Unterkiefers deutet auf eine hohe Beißkraft hin. Wahrscheinlich ernährte sich Centrosaurus von harten, faserigen Pflanzen.

## Entdeckung und Benennung
Die fossilen Überreste von Centrosaurus wurden in der Judith-River-Gruppe in der kanadischen Provinz Alberta entdeckt und 1904 von Lawrence Lambe erstbeschrieben. Der Name leitet sich vom altgriechischen kentron/κέντρον (=„spitz“) und sauros/σαῦρος (=„Echse“) ab und spielt auf die hakenförmigen Hörner am Schildrand an. (Von den gleichen Wörtern ist übrigens Kentrosaurus, der Name eines Stegosauriers, abgeleitet.) Typusart ist C. apertus, 2005 wurde mit C. brinkmani eine zweite Art beschrieben, die sich unter anderem im Bau der Überaugen- und Schildrandhörner unterscheidet. Die Funde werden in die Oberkreide (spätes Campanium) auf ein Alter von ca. 76,5 bis 75 Millionen Jahre datiert.

## Systematik
Centrosaurus ist der Typus der Centrosaurinae, eine der beiden Unterfamilien der Ceratopsidae. Ein naher Verwandter ist Styracosaurus, mit dem er häufig in der Gattungsgruppe der Centrosaurini zusammengefasst wird. Gegenstand wissenschaftlicher Diskussionen ist immer noch die Frage, ob es sich beim nahen Verwandten Monoclonius nicht um ein Synonym von Centrosaurus, eventuell um jugendliche oder weibliche Tiere handelt.
2015 wurde der Stammbaum der Centrosaurinae von Evans & Ryan (2015) anlässlich der Erstbeschreibung des in Kanada gefundenen Wendiceratops überarbeitet. Demnach stellt Centrosaurus die Schwestergattung zu Spinops dar, das gemeinsame Taxon wird einer Schwestergruppe aus Coronosaurus und Styracosaurus gegenübergestellt. Bei einer phylogenetischen Analyse 2012 wurde er noch als Schwesterart einer gemeinsamen Gruppe aus Styracosaurus und Coronosaurus betrachtet.